# Niall mac Cernaig Sotail
Niall mac Cernaig Sotail († 701) était un roi Irlandais issu de Diarmait Ruanaid un fils d'  Áed Sláine le fondateur du Síl nÁedo Sláine l'une des deux principales lignées des Uí Néill du sud et de sa première épouse Eithne la fille de Brénainn Dall Commaicne Cuile Tolad  . Niall mac Cernaig Sotail est également une tentative d'identification d'Edel Bhreathnach avec « Níell » l'un des Ard ri Erenn du  Baile Chuinn Chétchathaig. 

## Origine et règne
Niall mac Cernaig Sotail  est le fils de Cernach Sotal mort en 664/667 et  petit-fils de Diarmait mac Áedo Sláine  dec la lignée du Síl nÁedo Sláine. 
Lorsque le roi de Tara Fínnachta Fledach se retire temporairement dans un monastère en 688  Niall prend la tête d'une faction du Síl nÁedo Sláine qui tente de s'emparer du pouvoir et qui entre en lutte pour le titre d'Ard ri Erenn. Il obtient un important succès  lorsqu'il défait son cousin Congalach mac Conaing Cuirre roi de Cíannachta à Imlech Pích. Parmi les morts tués au cours de ce combat se trouvent Dub dá Inber roi vassal d'Ard Cíannachta et Uarchride roi de Conaille.
En 697 Niall et ses fils sont parmi les soucripteurs du   Cáin Adomnáin (Loi des Innocents) proclamée par Adomnan lors du  Synode de Birr en 697.  Son nom  apparaît parmi les garants avec la mention de « rí Breghmuighi » titre qui a certainement été ajouté après coup.     
En 701 Niall est tué par Írgalach mac Conaing sans doute par vengeance pour avoir précédemment fait tuer en 696  Congalach le frère de ce dernier.

## Postérité
Les Chroniques d'Irlande ne donnent pas d'information sur sa parenté ni sur ses unions mais cinq de ses fils six fils, sont identifiés avec certitude il s'agit de :
- Maine († 712) tué par Flann mac Áedo meic Dlúthaig.
- Conall Grant († 718), tué par Fergal mac Máele Dúin [9].
- Áed Laigen († 722)[10].
- Cathal Corc († 729)[11].
- Fogartach Ard ri Erenn († 724) tué par Cináed Cáech marc Irgalaig.

Représentant les Uí Chernaig établis à Loch Gabhair (Lagore), ils seront rois de Sud Brega.

## Sources
- (en) Edel Bhreathnach,  The Kingship and landscape of Tara  Editor Four Press Courts (Dublin 2005)  (ISBN 1-85182-954-7) .
- (en) Francis John Byrne Irish Kings and High-Kings Four Court Press (Dublin 2001) réédition  (ISBN 1-85182-196-1).
- (en) Immo Warntjes, « Regnal succession in early medieval Ireland », Journal of Medieval History (30),‎ 2004, p. 406.